# Amore e non amore
Amore e non amore è il quarto album discografico di Lucio Battisti, pubblicato nel luglio del 1971 dall'etichetta discografica Dischi Ricordi. È il suo primo album composto esclusivamente da brani inediti. Contemporaneamente all'album fu pubblicato il singolo Dio mio no/Era, il cui lato B non faceva parte dell'album.

## Descrizione

### Genesi
In un'intervista rilasciata nel settembre del 1970, nel corso del Festivalbar (che vinse con Fiori rosa, fiori di pesco), Battisti annunciò di avere in mente di realizzare un concept album basato sul tema dell'amore visto con angolazioni nuove.
Il disco venne assemblato mettendo insieme anche materiale composto in precedenza, rendendo l'insieme piuttosto disomogeneo: ad esempio il brano Una era stato composto nel 1969 e inizialmente doveva essere il lato B del 45 giri 7 e 40, ma poi venne scalzato da Mi ritorni in mente.
Nel novembre del 1970 il disco era stato registrato ed era pronto per la pubblicazione (la prima stampa dell'album reca infatti come data proprio il 1970).
Tuttavia essendo un album piuttosto sperimentale, con all'interno canzoni che difficilmente sarebbero divenute hit, la casa discografica Ricordi decise di metterlo da parte, preferendo sfruttare canzoni più semplici e di più sicuro successo, e così nel dicembre del 1970 diede alle stampe Emozioni, una raccolta degli ultimi singoli pubblicati da Battisti. Il numero di catalogo di Amore e non amore infatti è di poco inferiore a quello di Emozioni.
Questa operazione commerciale da parte della Ricordi fece irritare non poco Battisti, che per assicurarsi una maggiore indipendenza artistica, non appena scadde il contratto con la Ricordi (nel 1971), passò alla casa discografica che aveva fondato insieme a Mogol due anni prima, la Numero Uno. Battisti era preoccupato in particolare del fatto che, lasciando fermo l'album per così tanto tempo, potesse essere meno avanguardistico di quando era stato concepito, e già "superato" dalle sempre nuove sperimentazioni contenute nelle sue composizioni più recenti.
Dopo essere rimasto "congelato" per ben otto mesi negli archivi della Ricordi, finalmente nel luglio del 1971 l'album venne pubblicato, accompagnato dal singolo Dio mio no/Era.

### Concept
Il 33 giri venne realizzato come un concept album basato, appunto, sul tema dell'amore:
(Mogol, 1971)
La spaccatura dell'album tra la parte dedicata all'amore e quella dedicata al non amore è evidente dall'alternanza di quattro brani cantati (non amore) con altri quattro strumentali (amore). Questi ultimi sono caratterizzati da titoli lunghissimi, simili a quelli dei film di Lina Wertmüller, ideati da Mogol in sostituzione del testo (che non volle scrivere per timore di "rovinare" quelle composizioni, che riteneva troppo belle); i titoli descrivono delle scene statiche, fotografano delle situazioni, a guisa del titolo di un quadro. La separazione è altrettanto netta dal punto di vista musicale: i brani dedicati al non amore sono pezzi rock and roll con forti influenze blues, mentre quelli dedicati all'amore sono pezzi progressive rock che fanno largo uso dell'orchestra sinfonica.
Ad eccezione di Una, i restanti tre brani dedicati al non amore paiono essere incisi in presa diretta: ne è una prova Dio mio no dove, verso la fine del pezzo, si sente la voce di Battisti chiedere a Dario Baldan Bembo l'assolo di organo (urla cinque volte "Baldan!"), e poi a pochi secondi dal termine, dire a tutti i musicisti "Batto quattro e finiamo".
Tra i musicisti che partecipano al disco, i componenti dei Quelli, già al seguito di Battisti da tempo, che l'anno successivo cambieranno il nome in Premiata Forneria Marconi.
Contemporaneamente all'album la Ricordi pubblicò il singolo Dio mio no/Era, che ripescava come lato B una vecchia canzone che Battisti aveva pubblicato nel suo secondo singolo; ad ottobre del 1971 invece, contemporaneamente alla pubblicazione dell'LP Lucio Battisti vol. 4, la canzone Supermarket fu pubblicata come lato B nel singolo estratto da quell'album, Le tre verità/Supermarket; infine a marzo del 1972 fu Una ad essere pubblicata nel singolo Elena no/Una, come lato B dell'ultima canzone che Battisti scrisse per la Ricordi dopo essere passato alla Numero Uno.
Al disco, alla sua realizzazione e alla censura subita, Donato Zoppo ha dedicato un libro dal titolo Amore, Libertà e Censura. Il 1971 di Lucio Battisti (Aereostella, 2011).

### Censura
Il brano Dio mio no viene censurato dalla Rai, a causa della frase «la vedo in pigiama e lei si avvicina. Dio mio no! Cosa fai? Che cosa fai?» che conteneva dei significati erotici considerati inaccettabili.
Il 31 dicembre del 1971 Battisti partecipa alla trasmissione televisiva di capodanno Cento di queste notti, dove prima di cantare La canzone del sole accenna l'introduzione strumentale di Dio mio no, forse in atto di sfida verso la censura. Questa esecuzione è visibile qui.

### Copertina
La fotografia di copertina, scattata da Silvio Nobili, raffigura Battisti seduto sotto un albero e, più in là, una donna nuda di spalle. All'epoca della pubblicazione dell'album si disse che la donna era Grazia Letizia Veronese, all'epoca fidanzata di Battisti e futura moglie. Il 17 agosto 2007 in un articolo del Corriere della Sera venne citata la copertina di Amore e non amore, riportando che la donna in copertina era la signora Veronese; il 22 agosto tra le lettere alla redazione venne pubblicata una rettifica della stessa Grazia Letizia, che informava che la donna ritratta in copertina non era lei.

## Accoglienza
| Recensione | Giudizio             |
| ---------- | -------------------- |
| Ondarock   | 7,5 / 10 consigliato |
| AllMusic   | [ 15 ]               |

Amore e non amore fu il decimo album più venduto in Italia nel 1971, raggiungendo come picco nella classifica settimanale il primo posto.
Riscosse un notevole successo, rimanendo primo in classifica per sei settimane non consecutive fra l'agosto e il novembre del 1971.

## Tracce
Lato A
Testi e musiche di Mogol e Lucio Battisti.
1. Dio mio no – 7:25
2. Seduto sotto un platano con una margherita in bocca guardando il fiume nero macchiato dalla schiuma bianca dei detersivi – 3:08
3. Una – 3:54
4. 7 agosto di pomeriggio. Fra le lamiere roventi di un cimitero di automobili solo io, silenzioso eppure straordinariamente vivo – 4:04

Lato B
Testi e musiche di Mogol e Lucio Battisti.
1. Se la mia pelle vuoi – 4:04
2. Davanti ad un distributore automatico di fiori dell'aeroporto di Bruxelles, anch'io chiuso in una bolla di vetro – 2:16
3. Supermarket – 4:47
4. Una poltrona, un bicchiere di cognac, un televisore, 35 morti ai confini di Israele e Giordania – 5:58

Bonus track (presente solo nella riedizione su CD del 2007)
1. Elena no – 4:42

La ristampa del 2007 contiene inoltre come bonus track il brano Elena no, come nona traccia, che per quanto non fosse presente nell'edizione originale è abbastanza omogeneo alla parte di "non amore" dell'album, per epoca di composizione, stile musicale e tematiche trattate nel testo. L'inserimento è volto a riunire l'intera discografia di Lucio Battisti nei 19 album studio, dato che Elena no è uno dei tre brani della discografia Battistiana pubblicati solo come singolo (insieme a La canzone del sole e Anche per te che furono inseriti come bonus tracks nella contemporanea ristampa di Umanamente uomo: il sogno).

## Brani

### Seduto sotto un platano...
Il titolo inventato da Mogol (Seduto sotto un platano con una margherita in bocca guardando il fiume nero macchiato dalla schiuma bianca dei detersivi) è portatore di un messaggio ambientalista, che rientra nella "linea verde" con la quale intendeva portare nei suoi testi l'impegno a difesa dell'ambiente. Il protagonista è descritto immerso nella natura, sotto un platano e con una margherita in bocca (immagine, quest'ultima, che sarà ripresa nel testo de La canzone del sole: «un fiore in bocca può servire sai»), ma il paesaggio è degradato dall'inquinamento umano: le acque del fiume non sono limpide ma nere, e l'unico candore è quello della schiuma dei detersivi. Da questo quadro emerge una situazione di estraneità, comune a tutti i titoli dei quattro brani strumentali.
La melodia viene portata avanti da due chitarre insieme all'organo hammond di Dario Baldan Bembo; Renzo Stefanel lo definisce «un brano jazz rock alla Piero Umiliani» con accenti che oggi sarebbero definiti cocktail lounge, che suggerisce «un desiderio di svago, da scampagnata upper class».

### 7 agosto di pomeriggio...
Il titolo inventato da Mogol (7 agosto di pomeriggio. Fra le lamiere roventi di un cimitero di automobili solo io, silenzioso eppure straordinariamente vivo) è di nuovo parte della "linea verde" e carico di significati ambientalisti: nella stagione in cui la natura si risveglia, il protagonista si trova invece in mezzo ad un panorama arido e morto, quello di uno sfasciacarrozze. Il silenzio e la calura enfatizzano la sensazione di un ambiente privo di vita ed ostile ad essa, in cui l'unica eccezione è il protagonista; il solo fatto che sia vivo appare straordinario. Torna di nuovo la sensazione di estraneità.
La melodia è retta da due chitarre, una acustica in fingerpicking su pedale di Re ed una elettrica, con interventi del pianoforte di Premoli. A metà del brano la melodia è interrotta da un passaggio dodecafonico, che secondo Stefanel deve aver ispirato a Mogol il mondo metallico del "cimitero di automobili", per tornare alla melodia iniziale nel finale, dove si aggiungono gli archi.
Poco prima della tardiva pubblicazione dell'album, a luglio del 1971, Battisti si recò a Campione d'Italia per dirigere un'orchestra di 25 elementi nell'esecuzione di questo brano.

### Se la mia pelle vuoi
Nel testo di Se la mia pelle vuoi Mogol ripropone ancora l'inversione dei rapporti tra il sesso maschile e femminile già al centro di Dio mio no. Il protagonista maschile, infatti, è alle prese con una compagna insaziabile, che vorrebbe continuamente fare sesso, e paradossalmente è lui che vorrebbe sottrarsi usando scuse "da donna" («ho male alla testa»), proponendo di uscire per andare al ristorante o al cinema. Ma è lei ad avere il sopravvento, ed il protagonista è costretto ad arrendersi («se la mia pelle vuoi / fa' come fai»). Ritorna in questo brano anche il tema dell'alienazione, nell'accezione di ossessione per un'attività e rinuncia obbligata a tutte le altre.
Musicalmente il brano è un rock and roll molto veloce alla Little Richard, fortemente influenzato dal rhythm and blues, dove fanno da protagonisti chitarra, organo hammond, pianoforte, basso e batteria. Come Dio mio no e Supermarket fu registrato praticamente in presa diretta: infatti prima degli assoli ad 1:40 e 2:40 si sente Battisti gridare "solo!", mentre a 3:10 si sente dire per due volte "giro completo!". L'interpretazione vocale di Battisti, quasi al limite dell'urlo, esalta le caratteristiche blues del brano e trasmette la sensazione di stress del protagonista della vicenda narrata.

### Davanti ad un distributore automatico...
Il titolo inventato da Mogol (Davanti ad un distributore automatico di fiori dell'aeroporto di Bruxelles, anch'io chiuso in una bolla di vetro) è di nuovo parte della "linea verde" e portatore di un messaggio ecologista. Stavolta però il consumismo è coinvolto più direttamente: non solo come causa del degrado dell'ambiente naturale, ma anche come fautore della commercializzazione della natura e della sua trasformazione in prodotto, seppure imbrigliata, sterilizzata ed isolata dal suo ambiente originario, come nel caso dei fiori venduti dal distributore automatico in questione. E il consumismo, così come imbriglia il fiore, imbriglia ed aliena anche l'uomo: il protagonista, di fronte al distributore automatico, si sente anche lui impacchettato in una confezione e messo in vendita.
Il protagonista del brano è il pianoforte, che ripete per tutta la durata la stessa melodia; il brano si apre con il solo piano con l'organo in sottofondo, ma ben presto a dialogare con il piano arrivano il basso e più avanti gli archi. Renzo Stefanel scrive che «ha il tono drammatico delle colonne sonore di Luis Bacalov», in particolare quella di Milano calibro 9 che uscì l'anno seguente.

### Una poltrona...
Il titolo inventato da Mogol (Una poltrona, un bicchiere di cognac, un televisore, 35 morti ai confini di Israele e Giordania) descrive una scena di quotidiana inumanità: l'atto di apprendere le tragiche notizie legate all'attualità dell'epoca (la Guerra d'attrito che seguì alla Guerra dei sei giorni). Comfort e sicurezza da un lato del teleschermo contrastano con il dolore e la precarietà della vita dall'altro. La reazione del protagonista non traspare, lasciando in sospeso due significati: l'incomunicabilità tra esseri umani, l'impotenza e l'impossibilità di fare qualcosa per aiutarsi, e/o di critica verso i mass media, che trasformano la morte in uno "spettacolo" da osservare comodamente seduti in poltrona con indifferenza e cinismo.
Benché strumentale, il brano è in realtà cantato, per quanto la voce non pronunci parole limitandosi ai vocalizzi (secondo Stefanel, ulteriore metafora dell'incomunicabilità). La voce di Battisti ripete la stessa melodia per tutta la canzone mentre gli strumenti progrediscono in un crescendo:  si aggiungono pianoforte, chitarra, basso e batteria, la voce diventa sempre più corale (è raddoppiata e viene rafforzata dagli archi), fino ad arrivare al finale in cui si aggiunge anche un sitar. La parte musicale trasmette una sensazione di spensieratezza e di serenità.
La canzone è stata usata come sigla del programma Speciale 3 Milioni del 1971.

## Formazione
- Lucio Battisti – voce, chitarra, pianoforte
- Flavio Premoli – organo Hammond, pianoforte, tamburello
- Franz Di Cioccio – batteria, percussioni
- Franco Mussida – chitarra
- Giorgio Piazza – basso
- Dario Baldan Bembo – organo Hammond, pianoforte
- Alberto Radius – chitarra
- Direzione d'orchestra: Lucio Battisti